# Буторак, Эрик
Эрик Буторак (англ. Eric Butorac; родился 22 мая 1981 года в Рочестере, США) — американский профессиональный теннисист, специализирующийся на играх в парном разряде. Финалист одного турнира Большого шлема в мужском парном разряде (Открытый чемпионат Австралии-2014); победитель 18 турниров ATP в парном разряде.

## Общая информация
Эрик — старший из двух сыновей Джейн и Тима Бутораков; его брата зовут Джефф.
17 сентября 2011 года Буторак-младший оформил отношения со своей давней подругой Мэгги Сайдем.
Отец Эрика владеет теннисным клубом в Рочестере, где оба его сына со временем попробовали себя в этой игре; Буторак-младший в теннисе с пяти лет. Любимые покрытия — быстрый хард и трава, лучший удар — подача. Эрик и Джефф короткое время играли в юниорском и протуре, после чего переключились на игры на студенческом уровне.

## Спортивная карьера
Профессиональную карьеру Буторак начал в 2003 году. По ходу спортивной карьеры специализировался на играх в парном разряде. Осенью 2003 года он выиграл первые парные титулы на турнирах серии «фьючерс». В ноябре 2005 года Эрик выиграл дебютный титул на турнире более старшей серии «челленджер». В июле 2006 года он выходит в первый для себя финал турнира ATP. Произошло это на харде в Лос-Анджелесе, где он сыграл в паре с Джейми Марреем. Буторак и Маррей продолжили сотрудничество в 2007 году. В этом сезоне они побеждают на трех турнирах АТП в Сан-Хосе, Мемфисе и Ноттингеме. В августе 2008 года Буторак совместно с индийским теннисистом Роханом Бопанной побеждает на турнире в Лос-Анджелесе. На Открытом чемпионате США в том сезоне он смог добраться до полуфинала в миксте (с Джилл Крейбас).
В сезоне 2009 года Бутораку удается победить на трех турнирах. Дважды в паре с Радживом Рамом в январе в Ченнае и в октябре в Бангкоке, а в паре со Скоттом Липски в мае на грунтовом турнире в Эшториле. В январе 2010 года на Открытом чемпионате Австралии американский теннисист в паре с соотечественником Радживом Рамом вышел в четвертьфинал. В мае 2010 с немцем Михаэлем Кольманном он дошёл до финала турнира в Мюнхене. В августе это достижение он повторяет на турнире Лос-Анджелесе. На этот раз его партнером стал Жан-Жюльен Ройер. Вместе с ним в октябре 2010 года он выигрывает два титула ATП, на турнирах в Токио и Стокгольме.
В начале 2011 года Эрик и Жан-Жюльен сумели дойти до полуфинала турнира серии Большого шлема — Открытого чемпионата Австралии. В феврале их дуэт сыграл в финале турнира в Мемфисе. В мае Буторак и Ройер выиграли два турнира на грунте: в Эшториле и Ницце. Летом Буторак впервые поднялся в топ-20 мужского парного рейтинга. В октябре с Ройером он завоевал парный приз на турнире в Куала-Лумпуре. В ноябре в Валенсии их дуэт попадает в финал.
В 2012 году партнёром Буторака стал бразилец Бруно Соарес. На австралийском чемпионате их дуэт дошёл до четвертьфинала. В феврале они побеждают на грунтовом турнире в Сан-Паулу. Дальше их результаты падают из-за чего по окончании весеннего грунтового сезона они решают прекратить сотрудничество. В сентябре Буторак в команде с австралийцем Полом Хенли вышел в финал турнира в Бангкоке. Эрик Пол продолжили совместные выступления в 2013 году. В январе они сыграли в финале на турнире в Брисбене. В следующий финал Буторак проходит уже с новым партнёром — в мае на турнире в Мюнхене в альянсе с Маркосом Багдатисом. В конце сентября Эрик начал выступать в паре с южноафриканцем Равеном Класеном. Уже на первом совместном турнире в Куала-Лумпуре они смогли завоевать титул.
В январе 2014 года Буторак и Класен смогли выйти в финал Открытого чемпионата Австралии. По пути к нему Равен и Эрик обыграли три сеянных на турнире команды, в том числе и главных фаворитов Боба и Майка Брайанов на стадии третьего раунда. В решающем матче за титул они уступили паре Лукаш Кубот Роберт Линдстедт со счётом 3-6, 3-6. В феврале Буторак и Класен выиграли зальный турнир в Мемфисе, где в финале они вновь смогли выиграть братьев Брайанов. На Открытом чемпионате Франции Эрик дошёл до полуфинала в миксте в альянсе с Тимеей Бабош. На Открытом чемпионате США Буторак и Класен смогли выйти в четвертьфинал. В октябре они взяли совместный титул на турнире в Стокгольме. По итогам 2014 года Буторак вошёл в топ-20 парного рейтинга.
Лучшими результатами в 2015 году для Буторака стали выход в финал турнира в Уинстон-Сейлеме и победа осенью на турнире в Валенсии. Оба раза он выступал в партнёрстве со Скоттом Липски. В январе 2016 года Буторак и Липски вышли в финал в Окленде. В мае они смогли победить на турнире в Кашкайше. Этот титул стал для Буторака третьим на данном турнире и последним 18-м на турнирах АТП за карьеру. В августе Эрик сыграл на Открытом чемпионате США, который стал последнем в его профессиональной карьере турниром.

## Рейтинг на конец года
| Год  | Одиночный рейтинг | Парный рейтинг |
| 2016 |                   | 75             |
| 2015 |                   | 45             |
| 2014 |                   | 20             |
| 2013 |                   | 47             |
| 2012 |                   | 41             |
| 2011 |                   | 20             |
| 2010 |                   | 36             |
| 2009 |                   | 38             |
| 2008 |                   | 67             |
| 2007 |                   | 33             |
| 2006 |                   | 65             |
| 2005 | 937               | 184            |
| 2004 |                   | 576            |
| 2003 |                   | 591            |

По данным официального сайта ATP на последнюю неделю года.

## Выступления на турнирах

### Финалы турниров Большого шлема в парном разряде (1)

#### Поражения (1)
| №  | Год  | Турнир                       | Покрытие | Партнёр      | Соперники в финале           | Счёт    |
| 1. | 2014 | Открытый чемпионат Австралии | Хард     | Равен Класен | Лукаш Кубот Роберт Линдстедт | 3-6 3-6 |

### Финалы турнировATPв парном разряде (29)

#### Победы (18)
| Легенда                     |
| --------------------------- |
| Турниры Большого шлема (0)* |
| Итоговый турнир ATP (0)     |
| ATP Мастерс 1000 (0)        |
| АТР 500 (0+2)               |
| АТР 250 (0+16)              |

| Титулы по покрытиям | Титулы по месту проведения матчей турнира |
| ------------------- | ----------------------------------------- |
| Хард (0+12)*        | Зал (0+10)                                |
| Грунт (0+5)         | Зал (0+10)                                |
| Трава (0+1)         | Открытый воздух (0+8)                     |
| Ковёр (0)           | Открытый воздух (0+8)                     |

* количество побед в одиночном разряде + количество побед в парном разряде.
| №   | Дата             | Турнир                     | Покрытие    | Партнёр          | Соперники в финале                 | Счёт           |
| 1.  | 18 февраля 2007  | Сан-Хосе, США              | Хард (зал)  | Джейми Маррей    | Крис Хаггард Райнер Шуттлер        | 7-5 7-6(6)     |
| 2.  | 25 февраля 2007  | Мемфис, США                | Хард (зал)  | Джейми Маррей    | Юрген Мельцер Юлиан Ноул           | 7-5 6-3        |
| 3.  | 23 июня 2007     | Ноттингем, Великобритания  | Трава       | Джейми Маррей    | Джошуа Гудолл Росс Хатчинс         | 4-6 6-3 [10-5] |
| 4.  | 10 августа 2008  | Лос-Анджелес, США          | Хард        | Рохан Бопанна    | Душан Вемич Тревис Пэрротт         | 7-6(5) 7-6(5)  |
| 5.  | 11 января 2009   | Ченнаи, Индия              | Хард        | Раджив Рам       | Станислас Вавринка Жан-Клод Шеррер | 6-3 6-4        |
| 6.  | 10 мая 2009      | Оэйраш, Португалия         | Грунт       | Скотт Липски     | Мартин Дамм Роберт Линдстедт       | 6-3 6-2        |
| 7.  | 4 октября 2009   | Бангкок, Таиланд           | Хард (зал)  | Раджив Рам       | Гильермо Гарсия Лопес Миша Зверев  | 7-6(4) 6-3     |
| 8.  | 10 октября 2010  | Токио, Япония              | Хард        | Жан-Жюльен Ройер | Андреас Сеппи Дмитрий Турсунов     | 6-3 6-2        |
| 9.  | 24 октября 2010  | Стокгольм, Швеция          | Хард (зал)  | Жан-Жюльен Ройер | Юхан Брунстрём Яркко Ниеминен      | 6-3 6-4        |
| 10. | 1 мая 2011       | Оэйраш, Португалия (2)     | Грунт       | Жан-Жюльен Ройер | Марк Лопес Давид Марреро           | 6-3 6-4        |
| 11. | 21 мая 2011      | Ницца, Франция             | Грунт       | Жан-Жюльен Ройер | Сантьяго Гонсалес Давид Марреро    | 6-3 6-4        |
| 12. | 2 октября 2011   | Куала-Лумпур, Малайзия     | Хард (зал)  | Жан-Жюльен Ройер | Филип Полашек Франтишек Чермак     | 6-1 6-3        |
| 13. | 19 февраля 2012  | Сан-Паулу, Бразилия        | Грунт (зал) | Бруно Соарес     | Михал Мертиняк Андре Са            | 3-6 6-4 [10-8] |
| 14. | 29 сентября 2013 | Куала-Лумпур, Малайзия (2) | Хард (зал)  | Равен Класен     | Пабло Куэвас Орасио Себальос       | 6-2 6-4        |
| 15. | 16 февраля 2014  | Мемфис, США (2)            | Хард (зал)  | Равен Класен     | Боб Брайан Майк Брайан             | 6-4 6-4        |
| 16. | 19 октября 2014  | Стокгольм, Швеция (2)      | Хард (зал)  | Равен Класен     | Джек Сок Трет Конрад Хьюи          | 6-4 6-3        |
| 17. | 1 ноября 2015    | Валенсия, Испания          | Хард (зал)  | Скотт Липски     | Фелисиано Лопес Максим Мирный      | 7-6(4) 6-3     |
| 18. | 1 мая 2016       | Кашкайш, Португалия (3)    | Грунт       | Скотт Липски     | Лукаш Кубот Марцин Матковский      | 6-4 3-6 [10-8] |

#### Поражения (11)
| №   | Дата             | Турнир                       | Покрытие   | Партнёр          | Соперники в финале              | Счёт              |
| 1.  | 30 июля 2006     | Лос-Анджелес, США            | Хард       | Джейми Маррей    | Боб Брайан Майк Брайан          | 2-6 4-6           |
| 2.  | 8 мая 2010       | Мюнхен, Германия             | Грунт      | Михаэль Кольманн | Сантьяго Вентура Оливер Марах   | 7-5 3-6 [14-16]   |
| 3.  | 1 августа 2010   | Лос-Анджелес, США (2)        | Хард       | Жан-Жюльен Ройер | Боб Брайан Майк Брайан          | 7-6(6) 2-6 [7-10] |
| 4.  | 20 февраля 2011  | Мемфис, США                  | Хард (зал) | Жан-Жюльен Ройер | Максим Мирный Даниэль Нестор    | 2-6 7-6(6) [3-10] |
| 5.  | 6 ноября 2011    | Валенсия, Испания            | Хард (зал) | Жан-Жюльен Ройер | Боб Брайан Майк Брайан          | 4-6 6-7(9)        |
| 6.  | 30 сентября 2012 | Бангкок, Таиланд             | Хард (зал) | Пол Хенли        | Лу Яньсюнь Данай Удомчоке       | 3-6 4-6           |
| 7.  | 6 января 2013    | Брисбен, Австралия           | Хард       | Пол Хенли        | Марсело Мело Томми Робредо      | 6-4 1-6 [5-10]    |
| 8.  | 5 мая 2013       | Мюнхен, Германия (2)         | Грунт      | Маркос Багдатис  | Яркко Ниеминен Дмитрий Турсунов | 1-6 4-6           |
| 9.  | 25 января 2014   | Открытый чемпионат Австралии | Хард       | Равен Класен     | Лукаш Кубот Роберт Линдстедт    | 3-6 3-6           |
| 10. | 29 августа 2015  | Уинстон-Сейлем, США          | Хард       | Скотт Липски     | Доминик Инглот Роберт Линдстедт | 2-6 4-6           |
| 11. | 16 января 2016   | Окленд, Новая Зеландия       | Хард       | Скотт Липски     | Майкл Винус Мате Павич          | 5-7 4-6           |

### Финалы челленджеров и фьючерсов в парном разряде (33)

#### Победы (21)
| Титулы             |
| Челленджеры (0+12) |
| Фьючерсы (0+9)     |

| Титулы по покрытиям | Титулы по месту проведения матчей турнира |
| ------------------- | ----------------------------------------- |
| Хард (0+17)         | Зал (0+12)                                |
| Грунт (0+2)         | Зал (0+12)                                |
| Трава (0+1)         | Открытый воздух (0+9)                     |
| Ковёр (0+1)         | Открытый воздух (0+9)                     |

| №   | Дата             | Турнир                    | Покрытие    | Партнёр            | Соперники в финале              | Счёт              |
| 1.  | 28 сентября 2003 | Плезир, Франция           | Хард (зал)  | Петар Попович      | Жан-Мишель Пикери Слиман Сауди  | Без игры          |
| 2.  | 5 октября 2003   | Невер, Франция            | Хард (зал)  | Петар Попович      | Сирил Спанели Николя Турт       | 6-1 4-6 6-3       |
| 3.  | 16 января 2005   | Лидс, Великобритания      | Хард (зал)  | Трэвис Реттенмайер | Фредерик Нильсен Расмус Норби   | 7-6(7) 6-4        |
| 4.  | 13 февраля 2005  | Шеффилд, Великобритания   | Хард (зал)  | Харш Манкад        | Равен Класен Джеймс Окленд      | 6-7(6) 7-6(5) 6-0 |
| 5.  | 20 февраля 2005  | Шеффилд, Великобритания   | Хард (зал)  | Харш Манкад        | Алессандро Мотти Флавио Чиполла | 6-7(3) 6-3 7-6(8) |
| 6.  | 8 мая 2005       | Каракас, Венесуэла        | Хард        | Крис Дрейк         | Хуан де Армас Йони Ромеро       | 6-4 7-6(4)        |
| 7.  | 29 мая 2005      | Каракас, Венесуэла        | Хард        | Крис Дрейк         | Хуан де Армас Йони Ромеро       | 6-7(5) 6-3 6-4    |
| 8.  | 28 августа 2005  | Тихуана, Мексика          | Хард        | Крис Дрейк         | Крис Квон Джейсон Маршалл       | 4-6 7-6(2) 6-2    |
| 9.  | 27 ноября 2005   | Люксембург, Люксембург    | Хард (зал)  | Крис Дрейк         | Рогир Вассен Роберт Линдстедт   | 4-6 6-3 6-4       |
| 10. | 26 марта 2006    | Пуатье, Франция           | Хард (зал)  | Крис Дрейк         | Ромен Жуан Жан-Кристоф Мегаши   | 7-6(6) 6-4        |
| 11. | 2 апреля 2006    | Сен-Бриё, Франция         | Грунт (зал) | Крис Дрейк         | Михаэль Ламмер Стефан Робер     | 6-4 6-4           |
| 12. | 30 апреля 2006   | Богота, Колумбия          | Грунт       | Крис Дрейк         | Рамон Дельгадо Андре Са         | Без игры          |
| 13. | 6 августа 2006   | Ванкувер, Канада          | Хард        | Тревис Пэрротт     | Гленн Вайнер Рик де Вуст        | 4-6 6-3 [11-9]    |
| 14. | 12 ноября 2006   | Братислава, Словакия      | Хард (зал)  | Тревис Пэрротт     | Джордан Керр Джейми Маррей      | 7-5 6-3           |
| 15. | 11 февраля 2007  | Даллас, США               | Хард (зал)  | Джейми Маррей      | Раджив Рам Бобби Рейнольдс      | 6-4 6-7(4) [10-7] |
| 16. | 3 августа 2008   | Ванкувер, Канада          | Хард        | Тревис Пэрротт     | Рик де Вуст Эшли Фишер          | 6-4 7-6(3)        |
| 17. | 22 марта 2009    | Санрайз, США              | Хард        | Бобби Рейнольдс    | Джордан Керр Джефф Кутзе        | 5-7 6-4 [10-4]    |
| 18. | 29 марта 2009    | Джерси, Великобритания    | Хард (зал)  | Трэвис Реттенмайер | Кен Скупски Колин Флеминг       | 6-4 6-3           |
| 19. | 26 апреля 2009   | Таллахасси, США           | Хард        | Скотт Липски       | Кен Скупски Колин Флеминг       | 6-1 6-4           |
| 20. | 7 июня 2009      | Ноттингем, Великобритания | Трава       | Скотт Липски       | Кен Скупски Колин Флеминг       | 6-4 6-4           |
| 21. | 18 октября 2009  | Ренн, Франция             | Ковёр (зал) | Ловро Зовко        | Кевин Андерсон Доминик Хрбаты   | 6-4 3-6 [10-6]    |

#### Поражения (12)
| №   | Дата             | Турнир                    | Покрытие   | Партнёр            | Соперники в финале               | Счёт                 |
| 1.  | 8 февраля 2004   | Брессюир, Франция         | Грунт      | Петар Попович      | Малик Джазири Иссам Жаллали      | 1-6 6-7(5)           |
| 2.  | 10 октября 2004  | Невер, Франция            | Хард (зал) | Трэвис Реттенмайер | Бертран Контцлер Слиман Сауди    | 4-6 5-7              |
| 3.  | 22 мая 2005      | Каракас, Венесуэла        | Хард       | Крис Дрейк         | Филип Губенко Михал Чижек        | 6-7(5) 2-6           |
| 4.  | 14 августа 2005  | Кеноша, США               | Хард       | Крис Дрейк         | Коди Конли Райан Ньюпорт         | 4-6 5-7              |
| 5.  | 25 сентября 2005 | Плезир, Франция           | Хард (зал) | Крис Дрейк         | Рамиз Джунейд Филипп Маркс       | 5-7 4-6              |
| 6.  | 16 октября 2005  | Джерси, Великобритания    | Хард (зал) | Крис Дрейк         | Дэвид Корри Филип Столт          | 5-7 7-6(5) 6-7(3)    |
| 7.  | 20 мая 2006      | Форест-Хилс, США          | Грунт      | Мирко Пехар        | Крис Дрейк Сесил Мамит           | 4-6 1-6              |
| 8.  | 22 октября 2006  | Коллинг, Дания            | Хард (зал) | Тревис Пэрротт     | Рогир Вассен Джефф Кутзе         | 6-4 4-6 [5-10]       |
| 9.  | 23 ноября 2008   | Хельсинки, Финляндия      | Хард (зал) | Ловро Зовко        | Лукаш Кубот Оливер Марах         | 7-6(2) 6-7(7) [6-10] |
| 10. | 6 июня 2010      | Ноттингем, Великобритания | Трава      | Скотт Липски       | Кен Скупски Колин Флеминг        | 6-7(3) 4-6           |
| 11. | 17 марта 2013    | Даллас, США               | Хард       | Доминик Инглот     | Юрген Мельцер Филипп Пецшнер     | 3-6 1-6              |
| 12. | 6 октября 2013   | Монс, Бельгия             | Хард (зал) | Равен Класен       | Игорь Сейслинг Йессе Хута Галунг | 6-4 6-7(2) [7-10]    |